# Vizzolo Predabissi
Vizzolo Predabissi is een gemeente in de Italiaanse metropolitane stad Milaan (regio Lombardije) en telt 4044 inwoners (31-12-2004). De oppervlakte bedraagt 5,7 km², de bevolkingsdichtheid is 804 inwoners per km².

## Demografie
Vizzolo Predabissi telt ongeveer 1419 huishoudens. Het aantal inwoners steeg in de periode 1991-2001 met 1,6% volgens cijfers uit de tienjaarlijkse volkstellingen van ISTAT.
| Jaar | Inwoneraantal |
| ---- | ------------- |
| 1991 | 3958          |
| 2001 | 4023          |

## Geografie
Vizzolo Predabissi grenst aan de volgende gemeenten: Colturano, Dresano, Casalmaiocco (LO), Melegnano, Cerro al Lambro, Sordio (LO), San Zenone al Lambro.

## Geboren in Vizzolo Predabissi
- Jacopo Guarnieri  (1987), wielrenner
- Fabio Della Giovanna (1997), voetballer